# Constitutionalistisch Leger

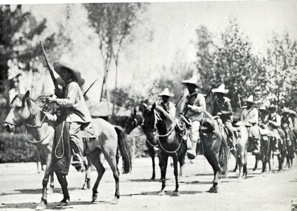
Leden van het Constitutionalistisch Leger

Het Constitutionalistisch Leger (Spaans: Ejército constitucionalista) was tijdens de Mexicaanse Revolutie het leger dat streed tegen de dictator Victoriano Huerta.
Het leger werd opgericht door Venustiano Carranza met het Plan van Guadalupe op 22 maart 1913. Een maand eerder had Huerta de macht gegrepen en de vorige president Francisco I. Madero en zijn vicepresident José María Pino Suárez vermoord. Carranza kondigde aan Huerta te willen verdrijven en de grondwettelijke orde te herstellen. Het Constitutionalistische Leger was ingedeeld in zeven divisies. Álvaro Obregón voerde het bevel over het noordwesten, Pancho Villa over het noorden, Pablo González over het noordoosten en Pánfilo Natera over het centrum. De overige drie divisies bestonden slechts op papier.
De constitutionalisten waren succesvol in het verdrijven van Huerta's Federale Leger. Vooral Obregón, gebruikmakend van artillerie, en Villa met zijn ruiters wisten talloze slagen te winnen. Desalniettemin ontstonden voor het eerst scheuren in het leger begin 1914, naarmate Villa en Carranza wantrouwiger werden. In juni negeerde Villa openlijk orders van Carranza, daarbij gesteund door een tiental generaals, door samen met Natera Zacatecas aan te vallen. Hoewel de inname van Zacatecas een groot succes was en het uiteindelijk einde van Huerta's regime betekende, was de scheuring die was ontstaan niet meer te lijmen. Op de conventie van Aguascalientes viel het leger uit elkaar. De aanhangers van Villa vormden het Conventionalistische Leger, en de oorlog hervatte zich.
Tussen 1915 en 1917 wisten de constitutionalisten hun macht te consolideren. Het Constitutionalistische leger is de directe voorganger van het huidige Mexicaanse Leger, dat in 1917 werd opgericht.